# Військово-спортивні багатоборства
Військово-спортивні багатоборства — спортивно-технічний і прикладний вид спорту, створений в Україні наприкінці 1990-х років.
Військово-спортивні багатоборства — неолімпійський вид спорту, що входить до Переліку видів спорту, що визнані в Україні. Правила спортивних змагань з військово-спортивних багатоборств затверджені у квітні 2014 року наказом Міністерства молоді та спорту України.
З військово-спортивного багатоборства проводяться Чемпіонати світу, Європи та України.

## Напрямки

### Бойове двоборство
- всестильовий бій (володіння прийомами за допомогою ударної і кидкової техніки з використанням елементів боротьби, боксу та східних єдиноборств — карате тощо) за шістьма версіями: Б-1 — легкий контакт, Б-2 — дозований контакт, Б-3 і Б-4 — повний контакт (без завдання та із завданням ударів колінами і ліктями  по корпусу), крім дівчат і жінок, Б-5 — демонстрація техніки самозахисту, Б-6 — демонстрація формальних технічних комплексів.
- стрільба із пневматичної зброї (гвинтівка або пістолет).

Змагання з бойового двоборства поділяються на особисті, командні та особисто-командні.

### Військово-прикладне семиборство
- плавання на 50 метрів;
- стрільба з пневматичної гвинтівки;
- біг на 100 м;
- біг на 3000 м;
- підтягування на перекладині;
- подолання смуги перешкод;
- метання імітаційних гранат.

## Вікові групи, вагові категорії
Учасники змагань поділяються на вікові групи та вагові категорії. Вікові групи визначаються кількістю повних років на перший день змагань:
- 10—11 років — молодші юнаки
- 12—13 років — юнаки
- 14—15 років — старші юнаки
- 16—17 років — юніори
- 18—39 років — дорослі
- від 40 років — ветерани

Вагові категорії визначені для учасників змагань чоловічої та жіночої статі, і в залежності від вікової групи. У змаганнях з бойового двоборства за версіями Б-5 і Б-6 спортсмени виступають у своїх вікових категоріях без урахування ваги.
| Стать           | Чоловіки (вік \ кг) | Чоловіки (вік \ кг) | Чоловіки (вік \ кг) | Чоловіки (вік \ кг) | Чоловіки (вік \ кг) | Жінки    | Жінки    | Жінки    | Жінки    | Жінки    |
| Категорія \ вік | 10-11               | 12-13               | 14-15               | 16-17               | від 18              | 10-11    | 12-13    | 14-15    | 16-17    | від 18   |
| --------------- | ------------------- | ------------------- | ------------------- | ------------------- | ------------------- | -------- | -------- | -------- | -------- | -------- |
| суперлегка      | до 24               | до 30               | до 35               | до 45               | до 55               | до 24    | до 30    | до 35    | до 40    | до 45    |
| напівлегка      | до 26               | до 35               | до 40               | до 50               | до 60               | до 26    | до 35    | до 40    | до 45    | до 50    |
| 1 легка         | до 28               | до 40               | до 45               | до 55               | до 65               | до 28    | до 40    | до 45    | до 50    | до 55    |
| 2 легка         | до 30               | до 45               | до 50               | до 60               | до 70               | до 30    | до 45    | до 50    | до 55    | до 60    |
| напівсередня    | до 35               | до 50               | до 55               | до 65               | до 75               | до 35    | до 50    | до 55    | до 60    | до 65    |
| 1 середня       | до 40               | до 55               | до 60               | до 70               | до 80               | до 40    | до 55    | до 60    | до 65    | до 70    |
| 2 середня       | до 45               | до 60               | до 65               | до 75               | до 85               | до 45    | до 60    | до 65    | до 70    | до 75    |
| напівважка      | до 50               | до 65               | до 70               | до 80               | до 90               | до 50    | до 65    | до 70    | до 75    | до 80    |
| важка           | понад 50            | понад 65            | до 75               | до 85               | до 100              | понад 50 | понад 65 | до 75    | до 80    | до 85    |
| суперважка      | —                   | —                   | понад 75            | понад 85            | понад 100           | —        | —        | понад 75 | понад 80 | понад 85 |